# Joris Hardy
Joris Nicolaas Hardy (Kleine-Spouwen, 5 december 1913 - Hoeselt, 25 augustus 1997) was een Belgisch senator en burgemeester.

## Levensloop
Van beroep fiscaal en sociaal adviseur, werd Hardy in december 1942 buiten de raad benoemd tot VNV-burgemeester van 's Herenelderen. Hij was ook lid van de Dietsche Militie - Zwarte Brigade. Na de Bevrijding werd hij door de gemeenteraad in bescherming genomen en benoemd tot dienstdoend gemeentesecretaris, gezien zijn goed bestuur en zijn loyale houding tijdens de bezetting. Hij had onder meer de wettige burgemeester Coenegrachts gered toen die als gijzelaar was opgepakt. Deze benoeming werd door de hogere overheid niet aanvaard en hij werd opgepakt en tot vier jaar cel veroordeeld, waarvan hij een deel uitzat. Hij werd later gemeenteraadslid, schepen en burgemeester van Hoeselt.
In 1969 werd hij voor de Volksunie rechtstreeks gekozen senator voor het arrondissement Hasselt-Tongeren-Maaseik. Hij bleef in de Senaat zetelen tot in 1974. In de periode december 1971-maart 1974 had hij als gevolg van het toen bestaande dubbelmandaat ook zitting in de Cultuurraad voor de Nederlandse Cultuurgemeenschap, die op 7 december 1971 werd geïnstalleerd en de verre voorloper is van het Vlaams Parlement.
In de plaatselijke politiek werd hij opgevolgd door zijn schoonzoon Jerome Palmans (1941-2004).
In 's Herenelderen is er een Senator Joris Hardylaan.